# ثلاثة رجال في قارب
ثلاثة رجال في قارب نشرت سنة 1889، رواية فكاهية للكاتب الإنجليزي جيروم كلابكا جيروم عن رحلة قارب على نهر التيمز بين كنقستون وأوكسفورد.
الكتاب في الأساس قُصِد منه أن يكون دليل رحلات جاد، مع قصص للتاريخ المحلي على طول الطريق، لكن عناصر الفكاهة غلبت للحد الذي صارت فيه المواضيع الجادة تلهي عن الرواية الهزلية. ومن أهم ميزات الرواية أنها تبدو بلا تاريخ للقراء الجدد وتظل فيها الطرائف جديدة وبارعة.
الرجال الثلاثة في الرواية ترجع شخصياتهم إلى جيروم نفسه (الراوي ج) واثنين من أصدقائه الحقيقين، جورج وينقريف (الذي سيصير مديراً متقدما في بنك باركليز) وكارل هنتسشل (مؤسس أعمال طباعة في لندن، يدعى هاريس في الكتاب)، الذي صاحبه في رحلات قارب. أما الكلب، مونتمورينسي، فهو شخصية تخيلية تماما، لكنها وكما يعترف جيروم، تطورت من تلك المساحة في الوعي الداخلي والتي عند كل الرجال الإنجليز تضم شيئا عن الكلب.
بسبب النجاح الكبير الذي حققته ثلاثة رجال في قارب، نشر جيروم لاحقاً سلسلة عن جولة دراجات سياحية في ألمانيا.
الكاتب ليس معروفاً في العالم العربي، نظراً لأن ما تُرجم من مؤلفاته ليس كثيرا، وقد أُتيح للكاتب أن يتقلب في العديد من المهن والصناعات ما جعله يكتسب ذخيرة من الخبرات الحياتية، جعلته يكتب بقلمه الساخر، مما قد يجعلك تتخيل بأنه يريد أن يضحكك فحسب، لكن بمرور الوقت تُدرك بأنه يتمتع بعين بصيرة وناقدة، وتهكّم لاذع يميّزه عمن سواه.

## ملخص الرواية
تبدأ القصة بتقديم جورج وهاريس وجيروم ومونتمورينسي كلب الصيد. يمضي الرجال إحدى الليالي في غرفة جيروم، يدخنون السجائر ويناقشون أمراضهم الوهمية التي يعانون منها، ويتوصلون إلى أن كل ما يعانون منه هو إرهاق العمل وأنهم بحاجة إلى إجازة. إقامة في الريف ورحلة بحرية، كل ذلك وضعوه في الحسبان، لكنهم تراجعوا عنه بعد أن وصف جي تجربة أخيه المريعة مع صديق له في رحلة بحرية.
ويقرر الثلاثة قضاء إجازة قارب على نهر التيمز، بدءاً من كينقستون وحتى أكسفورد، وسيقومون أثناء ذلك بالتخييم، على الرغم من نوادر جيروم حول تجاربه السابقة مع التخييم والمواقد.
يتفقون على يوم السبت القادم، وجورج مضطر للذهاب للعمل ذلك الصباح لذا يتجه جي وهارس نحو محطة القطار للذهاب نحو كينقستون. وفي محطة ووترلو يعجزان عن إيجاد القطار الصحيح فيقومان برشوة سائق القطار ليقود قطاره نحو كينقستون، وهناك يستلمان القارب المنشود ويبدءان الرحلة ليقابلا جورج أعلى النهر في ويبردج.
تصف بقية القصة رحلتهم النهرية والأحداث التي تحصل، ويظهر غرض الكتاب الأصلي واضحاً حيث يصف الراوي «جي» المعالم والقرى ويستذكر الارتباطات التاريخية لهذه الأماكن. ومع هذا فإنه كثيرا ما يستطرد في طرائفه الفكاهية والتي تمتد من عدم موثوقية البارومترات في استشراف الطقس وحتى الصعوبات المواجهة عند تعلم العزف على مزمار القربة الأسكتلندي. وكانت أكثر طرائفه عن التسليات النهرية مثل صيد السمك والقوارب والصعوبات التي تمثلها لعديمي الخبرة والمتهورين وللثلاثة رجال في رحلاتهم السابقة.